# ジョナサン・ブレイク (活動家)
ジョナサン・ブレイク（英: Jonathan Blake、1949年7月21日 - ）は、イギリスの同性愛者の権利獲得運動活動家であり、レズビアンズ・アンド・ゲイズ・サポート・ザ・マイナーズ（LGSM）の元メンバー。
ブレイクは、イギリスにおいて最初にHIVの診断を受けた人物（インデックス・ケース）のひとりであり、同国において最も高齢なHIVサバイバーである。

## 経歴
バーミンガムの、中流階級のユダヤ人家族のもとに生まれる。
1970年、イギリスで成人男性間の性交渉が遡ること1967年に非犯罪化されたことをうけ、両親にカミングアウトを行った。
1970年代は演劇学校に通い、ロンドンやニューヨークで過ごした。
1980年から1981年にかけ、俳優の仕事を続ける。1981年、ブレイクは、結婚予定の友人を訪ねるため、アメリカ合衆国のサンフランシスコを訪れた。彼によれば、同地でスチームサウナを利用したさいにHIVウィルスに感染したようである。
1982年、ウェイターとして働いていたブレイクは、自身のリンパ腺が腫れており、腫れはより大きくなり続けているうえに痛みが深刻になっていくことに気づいた。彼は性感染症クリニックに入院し、同年10月にはHIV――当時の呼称はヒトT細胞白血球ウイルス3型（HTLV3）であった――陽性の診断を受けた。ミドルセックス病院にとって最初の症例であったことから、ナンバー・L 1（ロンドン1）の番号が割り当てられた。また、イギリス初の症例となった。当時ブレイクは33歳であった。
[医師たち]は戻ってきて、「あなたはウィルスに感染しています。我々にあなたにしてあげられることは全くありません。時期が来たら緩和ケアを行います。あなたの余命は6ヶ月ほどでしょう」と言って、それでおしまいだった。彼らは私に帰宅してもよいと伝えてきた。—ジョナサン・ブレイク
同年12月、まだ訪れない病魔への恐怖から、ブレイクは自殺未遂をするに至った。「母親の声が私の頭の中で響いていました――『自分の始末は自分で済ませなさい！』と。そして、自殺するわけにはいかない。生き続けなければならない。でも、一体どうやって？」
転機は、1983年、ブレイクがゲイ男性の一団とともに反核運動に参加したときに訪れた。彼は、そこでパートナーであるナイジェルと出会い、より政治的にアクティブになった。彼ら2人でレズビアンズ・アンド・ゲイズ・サポート・ザ・マイナーズに参加したことで、ブレイクはHIV陽性の診断から気を逸らすことができた。またこの時期、ブレイクとナイジェルはロンドン南部のブリクストンに転居している。彼は自分の人生を生きつづけ、ボランティアに熱中し、いくつかの教育コースを修了して最終的に裁縫の学位を修め、また、演劇の上演に関わり、英国国立歌劇場のパターン・カッターのアシスタントとして働くようになった。
ブレイクは1980年代後半、抗レトロウィルス薬であるアジドチミジンの治験の最中にHIV陽性の男性が亡くなるのを見たことで、この薬による化学療法は失敗だと考え、治験への参加を断った。彼は、アジドチミジンはがんを一掃する一方で、免疫システムも一掃してしまうと考えていた。
1989年、彼のCD4（T細胞）はエイズ診断の基準値である200にまで減少した。1996年、ブレイクはD4T、DDI、ネビラピンの併用療法を始めることを決断した。4週間後、彼は薬の効果を実感した。このときの、突然の活力の高まりをブレイクはホラー映画の『ラザロ・エフェクト』のようであったと評している。1997年からは抗レトロウイルス療法（ART）を開始し、2021年現在もつづけている。

## 影響
ブレイクは、1970年代に彼が経験した性の健康と同性愛に対する社会的な態度について、幅広く語っている。彼はHIVと共に生きること、それがもたらす葛藤について率直に語り、病気に対する社会的スティグマと闘っている。ブレイクはまた、ブリクストンやパルスヒルのザ・ランドマーク、ライトハウス・サウス・ロンドン、テレンス・ヒギンズ・トラスト（THT）、ザ・フード・チェーンなど、さまざまなHIVドロップ・イン・センターで活動を行ってきた。ゲイ男性を対象としたセーファーセックスを呼びかける、THT最初のポスターの顔をつとめ、パトリック・キャッシュによる劇「HIV Monologues」（2016年-2018年）にも出演した。ブレイクはU=U(Undetectable = Untransmittable)キャンペーンの支持者であり、現在のLGBTQ+の権利問題に関するコメンテーターでもある。
2014年9月、LGSMの活動が『パレードへようこそ』として映画化され、ドミニク・ウェストがブレイク役として出演した。